# Йон Фоти
Йон Фоти (на румънски: Ion Foti) е румънски писател, поет, преводач и публицист.

## Биография
Фоти е роден в костурското влашко село Клисура (Влахоклисура) в 1887 година в семейството на търговец. Завършва Румънския лицей в Битоля, а по-късно – Философския факултет на Букурещкия университет. От декември 1910 до януари 1912 година участва в издаването на списанието „Лиличя Пиндулуи“ В 1911 година в Букурещ заедно с Георге Мурну издава „Ревиста Балканика“. Дебютира като писател с „Cântiţe şi-ndoauă isturii aleapte“, написана на арумънски и издадена в 1912 година. Става кореспондент на атинския вестник „Елефтерон вима“ и редактор на румънския „Виторул“ в Букурещ. Сътрудничи на редица вестници и списания. В 1924 година е удостоен с наградата за поезия на Обществото на румънските писатели.

## Трудове
Литературни творби
- Cântiţe şi-ndoauă isturii aleapte, Bucureşti, 1912;
- Poeme păgâne, Bucureşti, 1919;
- Spre necunoscut, Bucureşti, 1924;
- Vis şi realitate, Bucureşti, 1927;
- Daphnis şi Chloe ai vremei noastre, Bucureşti, 1928;
- Amurguri de toamnă, Bucureşti, 1939.

Преводи
- Giaffer Zifha Nader-Eldin, Divanul iubirii, Bucureşti, 1923;
- Eschil, Prometeu şi perşii, Bucureşti, 1924.